# ベルヴェデーレ・ランゲ
ベルヴェデーレ・ランゲ（伊: Belvedere Langhe）は、イタリア共和国ピエモンテ州クーネオ県にある、人口約400人の基礎自治体（コムーネ）。

## 地理

### 位置・広がり

#### 隣接コムーネ
隣接するコムーネは以下の通り。
- ボンヴィチーノ
- クラヴェザーナ
- ドリアーニ
- ファリリアーノ
- ムラッツァーノ